# E86 (trasa europejska)
E86 – trasa europejska pośrednia wschód-zachód, wiodąca z Krystalopig do Gefiry w Grecji. Przebieg: Krystalopigi – Florina - Gefira.

## Stary system numeracji
Do 1985 obowiązywał poprzedni system numeracji, według którego oznaczenie E86 dotyczyło trasy: Wörgl – Rosenheim.

### Drogi w ciągu dawnej E86
Lista dróg opracowana na podstawie materiału źródłowego
| Austria          | autostrada A12: Wörgl – granica z Niemcami Zachodnimi        |
| Niemcy Zachodnie | autostrada A93: granica z Austrią – Reischenhart – Rosenheim |